# Marko Polanc
Marko Polanc, slovenski kolesar, * 5. oktober 1963.
Polanc je nekdanji kolesar, ki je tekmoval za ekipo Sava Kranj. V letih 1987 in 1990 je zmagal na dirki Jadranska magistrala. Osvojil je naslov državnega podprvaka na jugoslovanskem državnem prvenstvu v cestni dirki leta 1986 in tretje mesto na prvem slovenskem državnem prvenstvu v cestni dirki leta 1991.
Njegov sin Jan je bil prav tako kolesar.